# 2/12e régiment d'artillerie (Australie)
Pour les articles homonymes, voir 12e régiment.
Le 2/12e régiment d'artillerie australien est un régiment de l'armée australienne créé en 1940 ayant participé à la Seconde Guerre mondiale.

## Histoire
Le régiment est créé en mai 1940 pour faire partie de la 7e division d'infanterie australienne avant de passer sous les ordres de la 9e division d'infanterie australienne. Après une période d'entraînement en Australie, il embarque sur le Stratheden pour le Moyen-Orient. Il arrive en Palestine en décembre 1940 et stationne jusqu'en mars 1941 à Qastina.
À la mi-mai 1941, il arrive à Tobrouk en débarquant du HMAS Vampire sans ses canons pour participer à la défense de la place forte. Il est rééquipé avec des canons anglais et italiens pris à l'ennemi et envoyé sur le secteur ouest. Il quitte le camp retranché en septembre 1941 en laissant ses canons à son successeur. Rééquipé avec des 25 pounders, il part en garnison au Liban entre janvier et juin 1942. Il participe à la première et à la seconde bataille d'El Alamein.
En janvier, il quitte le Moyen-Orient pour retourner en Australie sur Ile de France. Arrivé en Australie, il s'entraine au combat de jungle avant d'être déployé en juillet 1943 en Nouvelle-Guinée pour combattre les Japonais. Il est à Milne bay en aout et Lae puis Finschhafen en septembre. Il appuie le débarquement à Scarlet Beach. Début 1944, il retourne en Australie.
Il reste un an en Australie. Il retourne au front en 1945. Il combat au nord de la bataille du Nord Bornéo. Puis, il appuie la 24e brigade d'infanterie lors du débarquement à Labuan. Il est dissout en 1946.
Durant la Seconde Guerre mondiale, il a perdu 71 soldats et 138 ont été blessés. Ses membres ont reçu 3 Distinguished Service Orders, 4 membres de l'ordre de l'Empire britannique, 6 Military Crosses, 6 Military Medal et 4 Mentions in Despatches.

## Officiers commandants
| Date de début | Date de fin | Officiers commandants                             |
| ------------- | ----------- | ------------------------------------------------- |
| 1940          | 1943        | Lieutenant-colonel Shirley Thomas William Goodwin |
| 1943          | 1945        | Lieutenant-colonel Geoffrey Dudderidge Houston    |